# Гаркавец, Александр Николаевич
Александр Николаевич Гаркавец (род. 19 октября 1947, село Светлый Луч, Старобешевский район) — советский и казахстанский учёный-тюрколог украинского происхождения. Окончил Харьковский университет. Доктор филологических наук по специальности «Тюркские языки» (1987), общественный деятель. С 1988 года проживает в городе Алма-Ате. Заслуженный журналист Украины (1997).

## Биография
В 1964-65 годах работал слесарем на Харьковском турбинном заводе. В 1970 году окончил филологический факультет Харьковского государственного университета.
Затем работал в редакции газеты «Соцiалiстична Харкiвщина» (1970-1971), был редактором издательства Харьковского университета (1971-1972), учился в аспирантуре Института востоковедения АН СССР и Института языковедения АН УССР (1972-1975), был сотрудником Института языковедения АН УССР (1975-1988), одновременно преподавал в Киевском государственном университете (1978-1981, 1984-1985)
После переезда в Алма-Ату был заведующим отделом русского языка и социолингвистики (взаимодействия языков) Института языкознания АН Казахстана (1988-1992); был вице-президентом, директором по науке и культуре Казнацкультфонда (1992-1994); главным редактором газеты «Українськi новини» (1994–2000). 
В 1989—2000 годах — председатель Алматинского украинского культурного центра; член Консультативного (с 1992 года), затем Национального совета по государственной политике при Президенте Республики Казахстан; член Комиссии по правам человека при Президенте Республики Казахстан; член Совета Ассамблеи народов Казахстана (1995—2000). Депутат Верховного Совета Республики Казахстан последнего, 13-го, созыва (1994—1995), заместитель председателя комитета по культуре, средствам массовой информации и общественным организациям. Составил проект закона Казахской ССР «О языках в Казахской ССР».
С 2000 года — директор Центра евразийских исследований «Дешт-и-Кыпчак»; главный научный сотрудник Казахской государственной юридической академии (с 2001 года); заведующий отделом истории Центрального государственного музея Республики Казахстан (с 2001 года).

## Научная деятельность
Опубликовал 20 книг и свыше 140 научных статей. Научные труды посвящены древним и современным кыпчакским языкам (куманско-половецкий, армяно-кыпчакский, урумский), кыпчакским письменным памятникам, развитию тюркских языков в условиях их взаимодействия с другими языками; языковой политике, языковым контактам, языковому строительству; строю современного крымскотатарского языка, реформированию крымскотатарской письменности и орфографии.

## Награждения
- Отличник просвещения УССР (1988),
- Медаль А. С. Макаренко (1989),
- Медаль (памятный знак) «50 лет освобождения Украины» (1994),
- Заслуженный журналист Украины (13 октября 1997 года) — за значительный личный вклад в укрепление связей Украины и Республики Казахстан, популяризацию культурно-художественного наследия украинского народа[2],
- Лауреат казахстанской Президентской премии мира и духовного согласия (1997),
- Лауреат независимой премии «Тарлан» (2003).

## Основные научные работы
- Конвергенция армяно-кыпчакского языка к славянским в XVI—XVII вв. — Киев: Наукова думка, 1975.
- Кыпчакские языки: куманский и армяно-кыпчакский. — Алма-Ата: Наука, 1987.
- Тюркские языки на Украине. — Киев: Наукова думка, 1988.
- Ана тили. Пособие по крымскотатарскому языку для 7 класса. — Киев: Радянська школа, 1988.
- Ана тилинде. Хрестоматия по крымскотатарскому языку для 7 класса. — Киев: Рад. школа, 1988.
- Ана тили. Пособие по крымскотатарскому языку для 8 класса. — Киев: Радянська школа, 1989.
- Ана тилинде. Хрестоматия по крымскотатарскому языку для 8 класса. — Киев: Радянська школа, 1989.
- Крымскотатарско-русский словарь (совместно с Ш. Асановым и С. Усеиновым). — Киев: Радянська школа, 1988.
- Проект Закона Казахской ССР «О языках в Казахской ССР» (1989).
- 10 лингафонных приложений к учебникам казахского языка для 2-11 классов русских школ и одно приложение к самоучителю казахского языка (всего 60 часов аудиозаписи, 1990—1991).
- Урумы Приазовья. История, язык, сказки, песни, загадки, пословицы, поговорки, письменные памятники (свод фольклорных и письменных памятников урумов — тюркоязычных греков, выходцев из Крыма) . — Алма-Ата: УКЦ, 1999.
- Урумский словарь. — Алма-Ата: Баур, 2000.[1]
- Великая Степь в античных и византийских источниках: Сборник материалов. — Алматы: Баур, 2005. — 1304 с. — ISBN 5-7667-3603-8 (ошибоч.), 2006 — ISBN 9965248052.